# Władimir Fomiczow (1960–2019)
Władimir Aleksiejewicz Fomiczow, ros. Владимир Алексеевич Фомичёв (ur. 15 sierpnia 1960 w Stalinogorsku, w obwodzie tulskim, Rosyjska FSRR, zm. 15 sierpnia 2019 w Moskwie) – rosyjski piłkarz, grający na pozycji obrońcy lub napastnika.

## Kariera piłkarska

### Kariera klubowa
W 1977 rozpoczął karierę piłkarską w miejscowym Chimiku Nowomoskowsk. W 1978 został zaproszony do Torpeda Moskwa, ale dopiero w 1980 debiutował w Wysszej Lidze ZSRR. Latem 1982 odszedł do Kubania Krasnodar. W 1984 zasilił skład Dynama Moskwa. W 1986 przeniósł się do Dinamo Wołogda, a po pół roku do Kuzbassu Kemerowo. W 1990 powrócił do Moskwy, gdzie występował w klubach Asmarał i Priesnia. W 1992 roku zakończył karierę piłkarza.

## Sukcesy i odznaczenia

### Sukcesy piłkarskie
Dinamo Moskwa
- zdobywca Pucharu ZSRR: 1984

### Odznaczenia
- tytuł Mistrza Sportu ZSRR